# Anyphops longipedatus
Anyphops longipedatus là một loài nhện trong họ Selenopidae.
Loài này thuộc chi Anyphops. Anyphops longipedatus được Carl Friedrich Roewer miêu tả năm 1955.